# 景山誠治
景山 誠治（かげやま せいじ、1959年〈昭和34年〉8月31日 - ）は、日本のヴァイオリン奏者。大阪府羽曳野市出身。

## 略歴
1959年（昭和34年）8月31日、大阪府羽曳野市に生まれる。5歳よりヴァイオリンを始める。1967年（昭和42年）、学校法人相愛学園子供音楽教室に入室。第25回・全日本学生音楽コンクール小学生の部で第1位となり、同コンクールの第26回において中学生の部で再び第1位となる。高校在学中の1977年（昭和52年）、第46回・日本音楽コンクールにおけるヴァイオリン部門で第3位となる。
1978年（昭和53年）、東京芸術大学音楽学部に入学。1980年（昭和55年）、四方恭子、波木井賢、後に東京交響楽団ソロ首席奏者や防府音楽祭の音楽監督となるチェリストの田中雅弘も含めた東京芸術大学の仲間4人で、第1回・霧島国際音楽祭の講習会であるマスタークラスに参加し、仲間4人のカルテットに音楽監督のゲルハルト・ボッセから「東京ブラームス・クヮルテット」という名前を付けて貰い、霧島国際音楽祭賞を受賞。同音楽祭には後に、1986年（昭和61年）から2011年（平成23年）まで25年間に亘り、コンサートへの出演、及び講習会のマスタークラスにおける講師として参加し、同音楽祭の企画委員も務める。
1980年（昭和55年）、民音コンクールの第3回・室内楽部門で第2位となり、齋藤秀雄賞を受賞。1981年、ヴィエニャフスキ国際ヴァイオリン・コンクールで第4位となる。1981年（昭和56年）、東京芸術大学を首席で卒業し、その際に優秀な学生に授与される安宅賞を受賞。同大学における大学院音楽研究科へ進学。1984年（昭和59年）、ロン＝ティボー国際コンクールで1位無しの第2位となり、同時に3つの特別賞を受賞。1986年（昭和61年）、大学院を修了。
1987年（昭和62年）、ソリストとしてルツェルン音楽祭弦楽合奏団と日本国内各地で演奏。1989年（平成元年）3月、旧・東ドイツに招かれ、ベルリンのシャウシュピールハウスでのリサイタルなどを行い、ヴァイマル、アイゼナハなど8都市のオーケストラと共演。1992年（平成4年）、ベルリン・コーミッシェ・オーパーオーケストラにソリストとして招かれ、ミュンヘン、ライプツィヒでリサイタルを行う。1995年（平成7年）、国際交流基金による派遣で、中南米諸国にてリサイタルを行い、シモン・ボリバル・ユース・オーケストラ・オブ・ベネズエラと共演。
1996年（平成8年）、『華麗なるポロネーズ』でCDデビュー。2000年（平成12年）、第8回・リピンスキ・ヴィエニヤフスキ国際コンクールで第4位となる。2005年（平成17年）、及び2007年（平成19年）、中華人民共和国の各地で演奏を行う。2006年（平成18年）、デビュー25周年記念リサイタルを東京都と福岡県で開催。2009年（平成21年）6月、浜離宮朝日ホールでリサイタルを開催。2009年（平成21年）、セカンドアルバム『ガルシア・ロルカの思い出に』をリリース。

## 人物
霧島国際音楽祭のマスタークラスにおけるボッセ以外では、吉永清子、海野義雄、浦川宜也らに師事。
ソリストの活動だけでなく、室内楽の奏者など室内楽の分野としても活動しており、朝比奈隆、大阪フィルハーモニー交響楽団などの国内主要オーケストラと共演しており、東京・春・音楽祭、防府音楽祭、倉敷音楽祭などの音楽祭にソリストとして招かれている。
1996年（平成8年）より、アクロス福岡ヴァイオリンセミナーの講師を担当。2004年（平成16年）、アクロス弦楽合奏団を立ち上げ、コンサートマスターとして2007年（平成19年）から毎夏、定期演奏会を開催しており、九州以外では、韓国でも演奏を行う。2008年（平成20年）、東京クライスアンサンブル創立と同時にメンバーとなる。2010年（平成22年）、蓼科クロイツェル音楽祭を立ち上げ、室内楽のコンサートと講習会を開催。
1996年（平成8年）、ティボール・ヴァルガ国際ヴァイオリン・コンクールに審査員として携わった他、日本音楽コンクール、全日本学生音楽コンクール全国大会など、多数のコンクールに審査員として招かれている。
東京音楽大学では、助教授を経て教授となり、2014年（平成26年）3月末日までの20年以上に渡り勤務。桐朋学園大学では、2013年（平成25年）4月から音楽学部において、非常勤講師を経て教授として勤務。東京芸術大学音楽学部附属音楽高等学校でも、非常勤講師を行っている。

## 作品

### アルバム
- 『華麗なるポロネーズ』（1996年12月15日、シュペル・ノーヴァ[注釈 3]）
- 『ガルシア・ロルカの思い出に』（2009年6月20日、フォンテック）
- 『ファゴットと弦楽器による室内楽』（2017年4月7日、ALM Records）